# فرودگاه فرنسیسکو بلترون
فرودگاه فرنسیسکو بلترون (به انگلیسی: Francisco Beltrão Airport) (به زبان بومی: Aeroporto Paulo Abdala) یک فرودگاه همگانی ۴۰۰ با کد یاتا FBE است که یک باند فرود بله دارد و طول باند آن آسفالت متر است. این فرودگاه در کشور برزیل قرار دارد و در ارتفاع ۶۴۰ متری از سطح دریا واقع شده است.